# 日本の準用河川一覧
日本の準用河川の一覧（にほんのじゅんようかせんいちらん）。
対象河川は準用河川に指定されているもの。二級河川・一級河川部分があるものは除く。準用水系であるものはそのまま、一級水系・二級水系の準用河川の場合は水系を括弧で括ってある。

## 北海道
該当河川なし

## 東北地方

### 福島県
阿武隈川水系
- 愛宕川
- 亀田川
- 徳定川
- くるみ川（上流部の一部）
- 胡桃川

## 関東地方

### 埼玉県
利根川水系
- 前野宿川
- 江川
- 平新川
- 大成川
- 蒲生愛宕川
- 七左ェ門川
- 末田落し
- 第二末田落し
- 西大場川
- 上第二大場川
- 原市沼川
- 宮沼落川
- 横手堀川
- 七左ヱ門川
- 小合溜井

荒川水系
- 上尾中堀川
- 笹根川
- 白神川
- 油面川
- 文蔵川
- 皇山川
- 加田屋川
- 永堀川
- 上戸田川
- 滝沼川
- 浅間川
- 新川（荒川水系）

### 千葉県
- 海神川
- 蔵波川
- 久保田川
- 浜宿川
- 笠上川
- 上富士川（利根川水系）
- 神明堀（利根川水系）
- 諏訪下川（利根川水系）
- 八木川（利根川水系）
- 根郷川（利根川水系）
- 佐倉川（利根川→印旛沼水系）
- 南部川（利根川→印旛沼水系）
- 上手繰川（利根川→印旛沼水系）
- 紙小竹川（利根川→印旛沼水系）
- 井野川（利根川→印旛沼水系）
- 木戸川（利根川→印旛沼・新川水系）
- 長津川（海老川水系）
- 前原川（海老川水系）
- 中野木川（海老川水系）
- 鹿島川（一宮川水系）
- 道目亀川（一宮川水系）
- 梅田川（一宮川水系）
- 西谷川（一宮川水系）
- 中の島川（一宮川水系）
- 乗川（南白亀川水系）
- 南豊川（南白亀川水系）
- 金谷川（南白亀川水系）
- 谷中川（南白亀川水系）
- 大月川（小櫃川水系）
- 境川（小櫃川水系）

### 神奈川県
- 八瀬川（相模川水系）
- 姥川（相模川水系）
- 白旗川（境川水系）
- 滝川（境川水系）
- 一色川（引地川水系）
- 不動川（引地川水系）
- 打戻川（相模川水系）

## 中部地方

### 静岡県
- 慈悲尾谷川（安倍川水系）
- 門屋川（安倍川水系）
- 辰起川（安倍川水系）
- 有東木沢川（安倍川水系）
- 有東木西沢川（安倍川水系）
- 中新田北沢川（安倍川水系）
- 中新田西沢川（安倍川水系）
- 大沢川（安倍川水系）
- 大鈩川（安倍川水系）
- 原田川（安倍川水系）
- 産女沢川（安倍川水系）
- 出口川（安倍川水系）
- 御用水川（安倍川水系）
- 内宮川（安倍川水系）
- 安東川（巴川水系）
- 猿田川（巴川水系）
- 長沢川（巴川水系）
- 常念川（巴川水系）
- 谷津沢川（巴川水系）
- 四方沢川（巴川水系）
- 旧巴川（巴川水系）
- 薬師沢（巴川水系）
- 和田川（巴川水系）

### 愛知県
- 大矢川（庄内川水系）
- 久田良木川（庄内川水系）
- 新川（庄内川水系）
- 瀬木川（天白川水系）
- 旭出川（天白川水系）
- 水広下川（天白川水系）
- 細口川（天白川水系、扇川支川）
- 神沢川（天白川水系）
- 藤川（天白川水系）
- 前川（天白川水系）
- 大根川（天白川水系）
- 忠兵衛川（天白川水系）
- 豊田川（天白川水系）
- 高上川（天白川水系）
- 細口川（天白川水系、天白川支川）

## 近畿地方

### 京都府
- 日野川（淀川水系）
- 岡川（淀川水系）
- 小畑川（淀川水系）
- 二升川（淀川水系）
- 下狩川（淀川水系）
- 古世谷川（淀川水系）
- 新田川（淀川水系）
- 山科音羽川（淀川水系）
- 高川（淀川水系）
- 堀川（淀川水系）

### 大阪府
- 加美巽川（淀川水系）
- 細江川（淀川水系）
- 十三間川（大和川水系）
- 空港放水路（淀川水系）
- 光竜寺川（大和川水系）
- 伊勢路川（石津川水系）
- 池詰川

### 兵庫県
- 穴部川（揖保川水系）
- 地蔵川（船場川水系）
- 濠川（船場川水系
- 清住川（天川水系）
- 雑郷川（天川水系）
- 大釜川（天川水系）
- 八重畑川（天川水系）
- 清水川（天川水系）
- 北山川（天川水系）
- 上原田川（天川水系）
- 明田川（八家川水系）
- 藪田川（市川水系）
- 山田川（市川水系）
- 書写川（夢前川水系）
- 広畑川（夢前川水系）
- 笹川（夢前川水系）
- 辻井川（夢前川水系）
- 辻井南川（夢前川水系）
- 太市川（大津茂川水系）
- 宮内川（大津茂川水系）
- 中島川（野田川水系）
- 松原川
- 堂崎川

## 中国地方
- 山口県の準用河川一覧

## 九州地方

### 長崎県
- 相川川
- 樫山川
- シジャク川（三重川水系）
- 釈迦川（蚊焼大川水系）
- 宮川（蚊焼大川水系）
- 松尾川（蚊焼大川水系）
- 上揚川（蚊焼大川水系）
- 久良川（大川水系）
- 布巻川（大川水系）
- 梶原川（大川水系）
- 千代嬢川（大川水系）
- 元宮川（大川水系）
- 法丈川（大川水系）
- 江向川（大川水系）
- 小崎川（宮崎川水系）
- 鶴山川（宮崎川水系）
- 丸ヶ倉川（宮崎川水系）
- 小家川
- 藤田尾川
  - 戸板川内川
- 六軒川
  - 松峰川
- 川原古川
- 池田川
- 金取川
- 熊川
- 以下宿川
- 大野川（江川水系）
- 田郷川（江川水系）
- 山川川（江川水系）
- 浜田川
- 出口川
- 向川
- 曲川
- 新川
  - 猪ノ頭川
- 深浦川
- 野々串川
- 松尾川
- 水ノ浦川
- 熊川
- 東川（西海川水系）
- 戸根原川
- 四戸ノ川